# Open Bionics

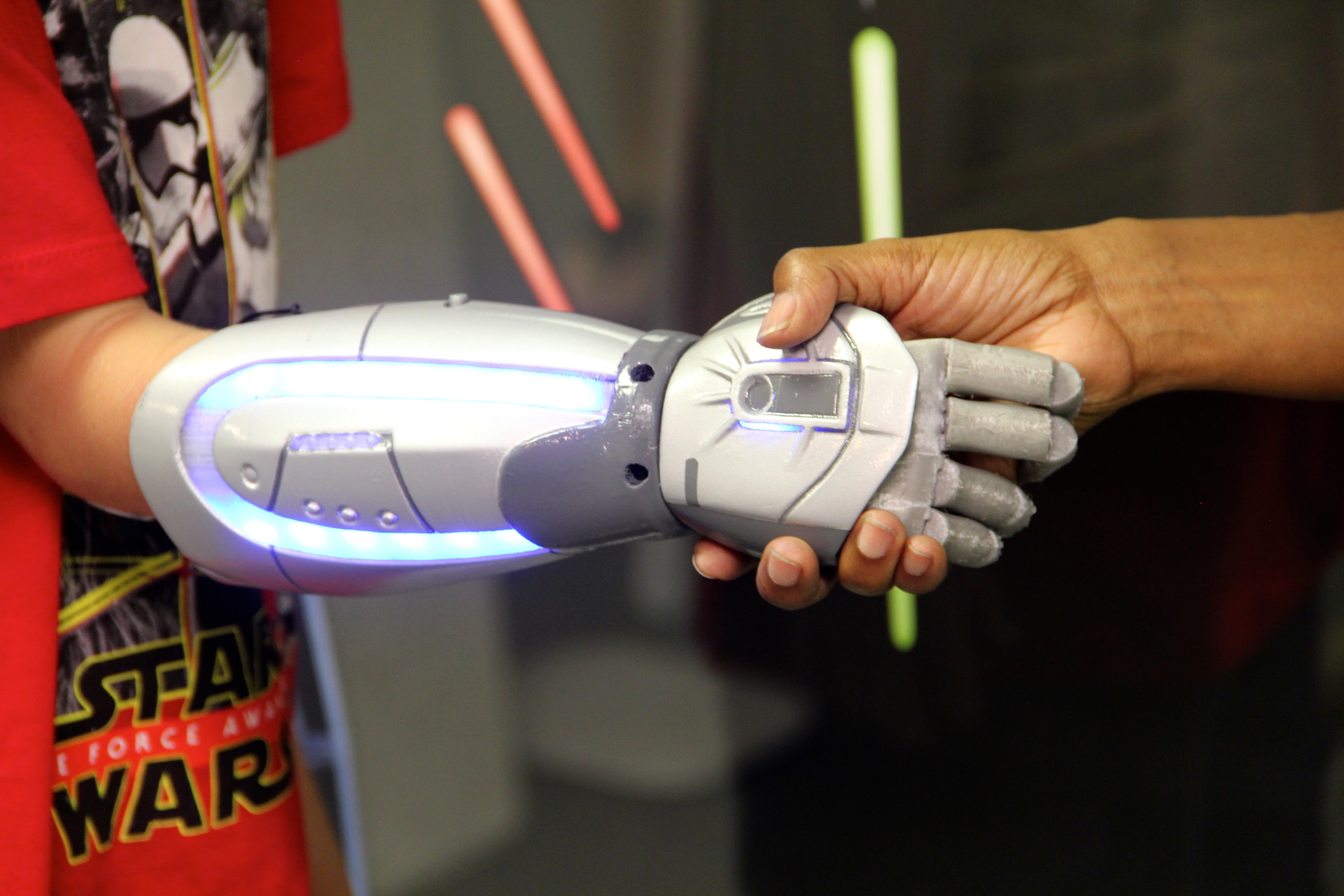
Imatge d'una pròtesi de Open Bionics

Open Bionics és una empresa de baix cost amb seu al Regne Unit fundada el 2014 per Joel Gibbard MBE i Samantha Payne MBE. Està especialitzada en comercialitzar pròtesis construides amb impresores 3D. L'empresa es troba dins de Future Space, juntament amb Bristol Robotics Laboratory.
En 2020 Joel Gibbard i Samantha Payne van ser guardonats amb el MBEs pels seus serveis a Innovació, Enginyeria i Tecnologia.

## Col·laboracions
En 2015, Disney i Open Bionics van anunciar una associació per a crear pròtesi amb temàtica de superherois per a joves amputats. Aquest mateix any, l'empresa va guanyar el premi James Dyson 2015 al Regne Unit per enginyeria innovadora i el premi 2015 d'accessibilitat Tech4Good. En 2016, va guanyar el premi Bloomberg Business Innovators.
Al gener de 2019, James Cameron i 20th Century Fox es van associar amb Open Bionics per a donar-li a Tilly Lockey, una nena de 13 anys amb doble amputació, un parell d'Hero Arms biònics inspirats en Alita per a l'estrena a Londres de Alita: Battle Angel. Lockey va perdre totes dues mans quan va contreure septicèmia meningocòccica als 15 mesos d'edat.
En 2020, Open Bionics es va associar amb la companyia de jocs Konami per a crear les cobertes Hero Arm de 'Venom Snake', que apareixen en el videojoc de 2015 Metall Gear Solid V: The Phantom Pain.

## Fundació
Al gener de 2019, Open Bionics va recaptar fons de la Sèrie A de $ 5.9 milions. La ronda va ser dirigida per Foresight Williams Technology EIS Fund, Ananda Impact Ventures i Downing Ventures, amb la participació del Williams Advanced Engineering Group de F1, entre d'altres.

## Hero Arm
Hero Arm és una pròtesi mioelèctrica que usa les indicacions musculars de la resta del braç per a funcionar i per poder tenir la funció d'agarri.
El procés de creació de cada pròtesi comença escanejant l'òrgan amputat del pacient per crear un model en tres dimensions de la seva pròpia geometria, d'aquesta manera és dissenyat seguint les mesures exactes de cada persona i això fa que sigui únic, de manera que es pot adaptar més fàcilment al pacient. Una vegada està construït el model, és utilitat per a l'elaboració d'una pròtesi que encaixi perfectament. La pròtesi es construeix amb impressores 3D en un material flexible que significa que es pot crear una mà sencera amb només 4 parts fabricades. Això redueix el temps de muntatge sense comprometre el disseny, ja que la mà pot tenir un aspecte extern fluid i natural i ser impresa en qualsevol color.Utilitza l'ajuda de sensors d'electromiograma perquè el pacient pugui controlar la pròtesi. Aquests sensors són col·locats sobre l'espatlla del pacient i a través d'uns elèctrodes situats estratègicament en les terminacions dels músculs són capaços d'enviar la informació del moviment al braç robòtic. La mà té els dits «intel·ligents», així que sap quan entra en contacte amb un objecte i s'agafa al voltant de l'objecte de forma agradable i s'atura abans d'aixafar-lo.